# 阪急甲陽線
甲陽線（こうようせん）は、兵庫県西宮市の夙川駅から甲陽園駅までを結ぶ阪急電鉄の鉄道路線である。駅ナンバリングで使われる路線記号はHK。

## 概要
神戸本線の夙川駅から北へ夙川に沿って甲山南麓の住宅地甲陽園に至る路線で、阪急の路線では最も路線長が短く、駅数も最も少ない。今津線の西宮北口駅 - 今津駅間（今津南線）、伊丹線と同様にワンマン運転を行っている。全線が単線であるが、阪急線内では嵐山線と甲陽線の2例だけであり、開業当初から単線のままであるのは甲陽線が唯一である。
戦前には神戸本線に対する支線ということで、「甲陽支線」の表記も見られた。

### 路線データ
- 路線距離（営業キロ）：2.2km
- 軌間：1435mm
- 駅数：3駅（起終点駅含む）
- 複線区間：なし（全線単線）
- 電化区間：全線電化（直流1500V）
- 閉塞方式：自動閉塞式（特殊）
- 最高速度：70km/h[1]
- 車両基地：西宮車庫

## 運行形態
夙川駅 - 甲陽園駅間の線内折り返し運転のみで、神戸本線との直通列車はない。日中・平日夕ラッシュ時は10分間隔、平日朝ラッシュ時は7 - 9分間隔、土休日夜間は約15分間隔（1時間あたり4本）の運転である。早朝・深夜と土休日の夜間をのぞき苦楽園口駅で上下列車の交換を行う。
2006年10月改正までは昼間15分間隔の運転で、神戸本線との接続は一定ではなく、苦楽園口駅での列車交換もなかった。ただし、沿線の学校の下校時間帯で多数の乗客が見込まれる場合は、臨時列車を増発し、苦楽園口駅で列車交換を行うことで、7分30秒間隔で運転されることがあった。
阪急の他の支線区の路線は平日朝夕ラッシュ時には編成数を増やして列車を増発することがあるが、当路線は単線の上、両端の夙川駅や甲陽園駅ともに1面1線のため2編成が限界でこれ以上編成数を増やすことができず、列車を増発するには運行間隔を短くするしかない状況にある。

## 車両

### 現在の車両
以下の車両が使用される。
- 6000系[12] - ワンマン運転に対応している3両編成が使用される[13]。今津線の西宮北口駅 - 今津駅間でも運用される。

### 過去の車両
今津線とともに、1形電車など他線で使い古された車両が使われることが多かった路線でもあった。1982年（昭和57年）3月に甲陽線の800系・920系が営業運転を終了したことで、阪急の車両はすべて車体長19 m級の大型車に統一された。
- 1形
- 90形
- 300形
- 610系
- 810系 - 19 m車2両編成で運用された。
- 800系 - 17 m車3両編成。甲陽線が最後の運用の場となった。
- 920系 - 17 m車3両編成で、基本的には800系の両先頭車に挟まれて使用されたが、稀に920系の3両編成も運用された。800系同様、甲陽線が最後の運用の場となった。
- 1200系 - 本系列以降、甲陽線は19 m車の3両編成で運用されている。
- 1010系
- 2000系 - 1984年の今津線南北分断を機に、今津線用と共用となった。
- 3000系[14]

## 歴史

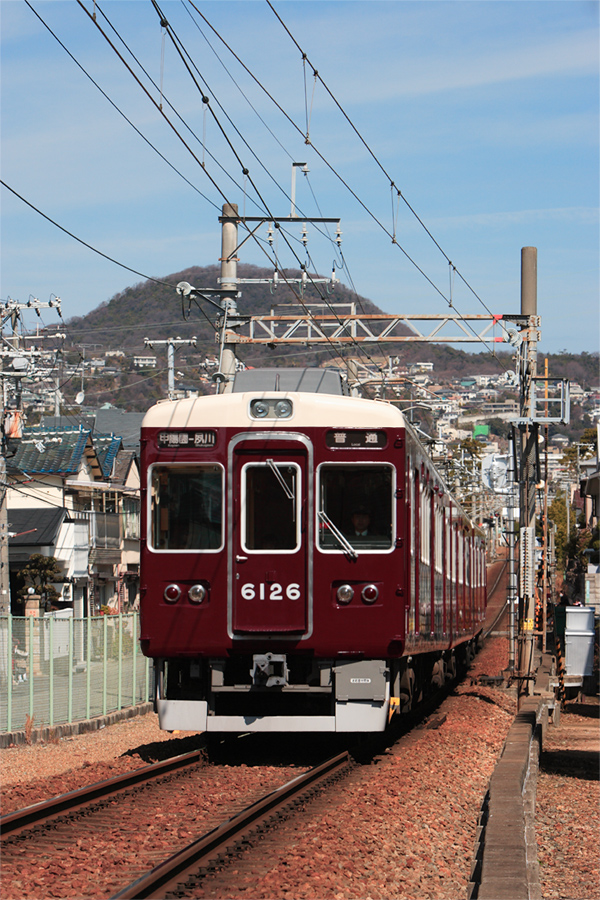
夙川 - 苦楽園口間

阪急の直系前身である阪神急行電鉄により開業した。
本来建設計画には無かった路線だが、戦前猛烈な競争をしていたライバル会社の阪神電鉄が、子会社として摂津電気自動車を1922年（大正11年）に設立し、香櫨園駅から苦楽園までトロリーバスの建設免許を取得したことに端を発し、対抗策として急遽、阪神急行電鉄が同年12月に軌道敷設免許を申請、甲陽線として1924年（大正13年）に開業させたといういきさつがある。だが、結局阪神のトロリーバスは具体化しなかった（ただし、のちに阪神バスによって甲陽園への乗り入れを果たした）。
開業時は沿線の甲陽園・苦楽園とともに行楽地であり、路線そのものも観光路線の色合いが強かったが、両者とも昭和期になると衰退し、代わりに今津線と同様、沿線に誘致された学校への通学客が多く乗る路線へと変化した。
長らく日中15分間隔での運転が続けられてきたが、2006年（平成18年）10月のダイヤ改正で起点となる夙川駅に神戸線の特急が停車するようになったことに伴い、甲陽線でも特急に接続するダイヤへ改められて日中は10分間隔となった。これに伴い、平日は18往復、休日は15往復の増発となっている。また夙川駅の特急停車で西宮北口駅での乗り継ぎを要しなくなったことと接続改善の効果で、日中の甲陽園駅から梅田駅への最短所要時間はそれまでの27 - 31分から22分、逆も29 - 35分が22分へ短縮された。
なお現在では電動となっているが、開業後平成初期までは交換駅である苦楽園口駅の分岐器（転轍器）は発条式となっており、また閉塞方式も1956年（昭和31年）に単線自動閉塞化されるまでは、関西の私鉄では珍しくタブレット閉塞を使用していた。

### 年表
- 1924年（大正13年）10月1日：夙川駅 - 甲陽園駅間が開業。開業時は途中駅なし[15]。
- 1925年（大正14年）3月8日：越木岩信号所を苦楽園口駅に昇格[15]。
- 1967年（昭和42年）10月8日：架線電圧を600Vから1500Vに昇圧。
- 1978年（昭和53年）3月10日：全線を軌道法に基づく軌道から地方鉄道法に基づく鉄道に変更。
- 1982年（昭和57年）3月29日：大型車3両編成化（3ドア車）。
- 1995年（平成7年）
  - 1月17日：阪神・淡路大震災により不通に。
  - 3月1日：夙川駅 - 甲陽園駅間が復旧し開通[16]。
- 1998年（平成10年）10月1日：ワンマン運転開始[2]。
- 2006年（平成18年）10月28日：ダイヤ改正により、日中は15分から10分間隔へ変更。増発が図られる[11][17]。
- 2008年（平成20年）9月20日：甲陽園駅近くで、夙川発甲陽園行き普通電車（3両編成）の最後尾の車両が脱線。乗客乗員ら約20人に負傷者はなし。この影響で9月21日の午前中まで運休。「阪急甲陽線甲陽園駅脱線事故」を参照。
- 2013年（平成25年）12月21日：全駅に駅ナンバリング導入[18][19]。

## 駅一覧
- 全駅兵庫県西宮市内に所在。
- 駅番号は2013年12月21日より導入[18][19]。
- 線路（阪急甲陽線内は全線単線） … ◇：列車交換可 ｜：列車交換不可

| 駅番号 | 駅名       | 駅間 営業キロ | 累計 営業キロ | 接続路線            | 線路 |
| ------ | ---------- | ------------- | ------------- | ------------------- | ---- |
| HK-09  | 夙川駅     | -             | 0.0           | 阪急電鉄： 神戸本線 | ｜   |
| HK-29  | 苦楽園口駅 | 0.9           | 0.9           |                     | ◇    |
| HK-30  | 甲陽園駅   | 1.3           | 2.2           |                     | ｜   |

## 地下化計画
都市計画道路建石線（兵庫県道82号大沢西宮線）の拡幅に伴って、苦楽園口駅 - 甲陽園駅間のほぼ全線を地下化し踏切を廃止する案が検討されていたが、夙川公園の樹木の伐採による景観の破壊や、工事による環境への悪影響を憂慮した地域住民からの反対運動が根強く、2009年（平成21年）に事業休止の判断が下された。